# Petroravenia
Petroravenia là chi thực vật có hoa trong họ Cải.